# Estação Gamarra
A Estação Gamarra é uma das estações do Metrô de Lima, situada em Lima, entre a Estação Nicolás Arriola e a Estação Miguel Grau. Administrada pela GyM y Ferrovías S.A., faz parte da Linha 1.
Foi inaugurada em 11 de julho de 2011. Localiza-se no cruzamento da Avenida Aviación com a Rua Jirón Hipólito Unanue. Atende o distrito de La Victoria.